# ماكسي بون
ماكسي بون هي علامة تجارية لمثلجات ساندويتش (شطيرة بوظة) من إنتاج شركة نستله حيث انها عبارة عن قطعة من المثلجات تحتوي على رقائق صغيرة من الشوكولاتة، جهة واحدة مغطاة بالشوكولاتة والجهة الأخرى مغطاة بالبسكويت.

## التاريخ
تتوفر مثلجات ماكسي بون في الولايات المتحدة وكندا وأوروبا وأستراليا وشيلي ومصر ويمكن شراؤها من «ماكسي بون زون» في المدن الأوروبية مثل مدريد حيث ان هناك ثلاثة أنواع مختلفة من المثلجات في أوروبا بما في ذلك الفانيليا والشوكولاتة البيضاء والنكهة الأصلية وهناك أيضا عروض خاصة تصدر من وقت لآخر مع نكهات فريدة.

## الأنواع

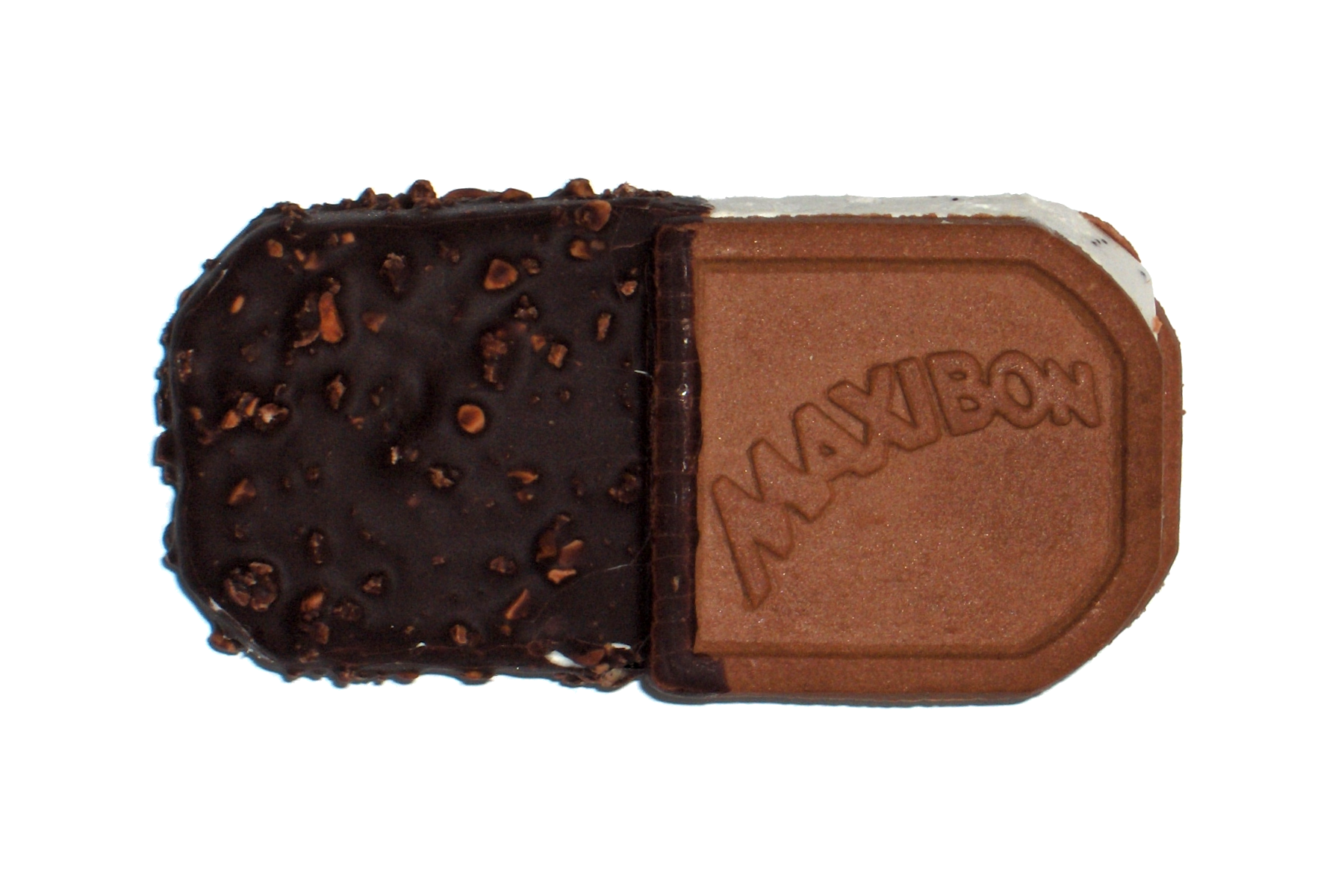
ماكسي بون الكلاسيكي

هناك ما لا يقل عن سبعة أنواع معروفة من مثلجات ماكسي بون:
- التقليدي (الكلاسيكي): (وتسمى أيضًا الفانيليا) مصنوعة من مثلجات الفانيليا مع رقائق الشوكولاتة مع نصف بسكويت ونصف شوكولاتة مع البندق وفتات البسكويت.
- خلية النحل: البديل لماكسي بون التقليدي مع مثلجات بنكهة العسل بدلاً من الفانيليا.
- كراميل البندق الخام: نفس الشكل ماكسي بون الأصلي ولكن مع مثلجات الكراميل بدلاً من الفانيليا، وتموجات من صلصة الكراميل في نصف المثلجات المغطى بالبسكويت.
- زبدة الفول السوداني والمربى: مثلجات بنكهة زبدة الفول السوداني مع تموجات المربى في جزء المثلجات المغطى بالبسكويت.
- قهوة مثلجة: المثلجات بنكهة القهوة المثلجة مع رقائق الشوكولاتة في الجزء المغطى بالشوكولاتة الكلاسيكية والجزء الآخر يقع بين قطعتين من البسكويت.
- كوكي الوحش: مثلجات بنكهة البسكويت والكريم مع فتات الشوكولاتة في الجزء المغطى بالشوكولاتة الكلاسيكية مع قطع البسكويت المقرمشة والجزء الآخر يقع بين البسكويت.

### الأنواع السابقة
- بسكويت: دائري مع المثلجات ورقائق الشوكولاتة وصلصة الكراميل المحشوة بين رقاقة الشوكولاتة «بسكويت».
- وجبة خفيفة: إصدار نصف الحجم من ماكسي بون الأصلي حيث يزن 56 جرام بدلاً من 102جرام
- كرسبي كريم: تعاون مع كعك كرسبي كريم بنكهة تعتمد على الكعك المزجج الأصلي. متوفر في أستراليا لفترة محدودة. .[2]